# Miami University
Miami University je státní univerzita ve městě Oxford v americkém státě Ohio. Univerzita byla založena v roce 1809 a je tak nejstarší univerzitou západně od Allegheny Mountains a sedmá nejstarší státní vysoká škola v USA. Patří k nejlepším státním školám, do tzv. Public Ivy. V současnosti zde studuje přes 23 000 studentů.

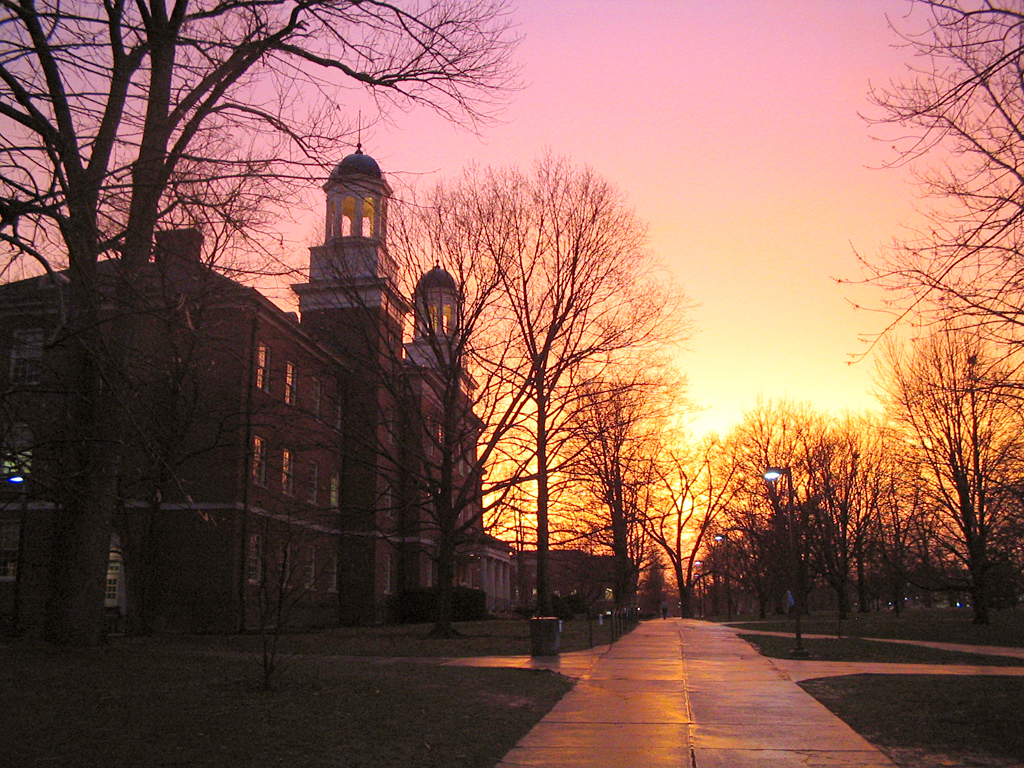
Harrison Hall

## Sport
Sportovní týmy školy se nazývají „RedHawks“.

## Významné osobnosti
- Benjamin Harrison - 23. prezident USA
- Helen Herron Taftová - 33. první dáma USA